# Самбу, Були
Були Джуниор Самбу (фр. Bouly Junior Sambou; род. 1 декабря 1998, Бигнона, Зигиншор) — сенегальский футболист, нападающий клуба «Коньяспор» и сборной Сенегала.

## Клубная карьера
Самбу — воспитанник клуба «Диараф». В 2020 году он дебютировал в чемпионате Сенегала. В 2022 году Самбу перешёл в марокканский «Видад». 2 сентября в матче против ФЮСа он дебютировал в марокканской Лиге 1. 5 сентября в поединке против «Дифаа» Були забил свой первый гол за «Видад». В начале 2024 года Самбу перешёл в турецкий «Коньяспор». 11 февраля в матче против «Анкарагюджю» он дебютировал в турецкой Суперлиге.

## Международная карьера
13 июля 2022 года в Кубке КОСАФА 2022 против сборной Эсватини Самбу дебютировал за сборную Сенегала. 24 июля в отборочном поединке чемпионата африканских наций 2022 против сборной Либерии Були забил свой первый гол за национальную команду.

### Голы за сборную Сенегала
| #   | Дата         | Место                          | Противник | Счет | Результат | Соревнование                                  |
| --- | ------------ | ------------------------------ | --------- | ---- | --------- | --------------------------------------------- |
| 01. | 24 июля 2022 | СКД Стэдиум, Монровия, Либерия | Либерия   | 0:1  | 0:3       | Чемпионат африканских наций 2022 квалификация |